# Platinum Blonde
 (juillet 2018).
Si vous disposez d'ouvrages ou d'articles de référence ou si vous connaissez des sites web de qualité traitant du thème abordé ici, merci de compléter l'article en donnant les références utiles à sa vérifiabilité et en les liant à la section « Notes et références ».
Platinum Blonde est un groupe de pop canadien, originaire de Toronto. Il a été populaire au milieu des années 1980.

## Biographie

### Première phase (1982–1990)
Le groupe est formé en 1982 par l'auteur-compositeur-interprète et bassiste Mark Holmes avec le guitariste Sergio Galli et le batteur Chris Steffler, ce dernier remplacé en 1987 par Sascha (Tukatsch). Kenny MacLean (guitare, guitare basse, claviers) s'ajoute au groupe en 1985. Nommé à cause des cheveux crêpés et teints en blond de ses membres, Platinum Blonde sait profiter de l'arrivée du vidéo-clip musical et partage le titre d'idole des jeunes avec Corey Hart au milieu des années 1980. Le critique Greg Quill le qualifie alors de « joli groupe énergique qui répond aux rêves des adolescents [et] qui a un sens de la mélodie avec un côté réfléchi et réaliste » (Toronto Star, 8 juin 1988). L'évolution du groupe vers une image plus dure et plus noire avec un style musical plus lourd a quelque peu émoussé sa popularité. 
Son premier album, Standing in the Dark (1983, Col. PCC-80090, qui reprenait un maxi 45 tours. antérieur, Platinum Blonde, Col. CEP-80084), se vend à plus de 200 000 exemplaires au Canada. La chanson titre, ainsi que Doesn't Really Matter et Not in Love, sont popularisés en 1984. 
Un deuxième album, Alien Shores, incluant Crying Over You (le plus grand succès du groupe, premier des charts au canada), Situation Critical et Somebody Somewhere, tous parus en 1985. La chanson titre de son troisième vinyle, Contact, est populaire en 1987, tout comme le 45 tours Fire en 1988. Les ventes canadiennes de Alien Shores et Contact dépassent les 100 000 exemplaires. Platinum Blonde effectue des tournées au Canada et aux États-Unis en 1984 et 1985, mais ne fait que quelques apparitions sporadiques entre 1987 et 1989. Avec l'album Yeah, Yeah, Yeah, il revient pour un court laps de temps en 1990 sous le nom de The Blondes. Dans l'intervalle, MacLean enregistre Don't Look Back, dont la chanson titre ainsi que Rescue Me sont populaires en 1990.
Au début de leur carrière, ils acceptent toutes les occasions de jouer pour faire connaître leur musique. En 1984, ils passent deux semaines dans un bar-spectacle de La Malbaie (Pointe-au-Pic) au Québec appelé l'Île aux Corneilles où ils donnent plusieurs concerts. La télévision communautaire de l'endroit (TVC-VM) filme un concert dans son intégralité. Cette bande existe encore dans les studios de TVC-VM, mais n'a jamais été mise en ligne.
Le guitariste Sergio Galli est maintenant un designer réputé de maisons luxueuses. Il possède sa propre entreprise qui lui permet d'exercer son talent artistique dans un autre contexte.

### Retour (depuis 2010)
Le 10 mars 2010, Platinum Blonde joue un concert de réunion au Mod Club Theatre de Toronto, Ontario. La formation originale composée de Mark Holmes, Sergio Galli et Chris Steffler est induite au Radio and Television Broadcasters Association Hall of Fame. Le 6 décembre 2010, un EP comprenant des reprises du morceau Not in Love est publié par le groupe canadien Crystal Castles. En 2010, le batteur Chris Steffler quitte le groupe à cause de problèmes de tendinite.
En juin 2012, les membres Mark Holmes et Sergio Galli, le batteur Dan Todd et le bassiste Rob Laidlaw sortent un nouveau single, Beautiful, et annoncent la sortie d'un nouvel album, Now and Never pour août la même année. Plus tad, et désormais en un trio composé de Holmes, Galli et Todd, continuent de tourner au Canada.[Quoi ?]